# Jess Weixler
Jessica "Jess" Weixler (Louisville, Kentucky; 8 de junio de 1981) es una actriz y guionista estadounidense. Es conocida por su personaje principal de Dawn O'Keefe en la película de terror cómica Teeth y la comedia The Big Bad Swim.

## Primeros años
Weixler se graduó en 1999 de la Escuela Secundaria Atherton en Louisville, Kentucky. Posteriormente, Weixler, asistió a Juilliard, donde fue compañera de clase de Jessica Chastain.

## Carrera
En 2007 fue nominado para un Premio Breakthrough en los Premios Gotham, y ganó el Premio Especial del Jurado en la categoría Dramática por un jugoso y asombroso rendimiento en el Festival de Cine de Sundance, ambos por su papel en Teeth. Ella también apareció en la serie de televisión Law & Order: Criminal Intent. En enero de 2009, fue nombrada por la revista New York como la "Nueva Reina Indie" del año y una de los catorce "Neoyorquinos que usted necesita conocer".
En 2013, se unió al elenco de la serie de la CBS The Good Wife, interpretando a la investigadora Robyn Burdine. Ese mismo año, apareció en The Disappearance of Eleanor Rigby como la hermana del personaje titular, un personaje fue escrito específicamente para ella.
Weixler escribió el guion de Apartment Troubles con su amiga y excompañera de cuarto Jennifer Prediger. Las dos codirigieron y coprotagonizaron la película. Apartment Troubles fue estrenada en el Festival de Cine de Los Ángeles de 2014.
El 9 de junio de 2015, Variety anunció que Jamie Bamber, Kellan Lutz, Jesse Williams y Jess Weixler se habían unido al elenco de una película de suspense titulada Money, dirigida por Martín Rosete y producida por Atit Shah.

## Vida personal
Desde 2015 está casada con Hamish Brocklebank, un hombre de negocios inglés y cofundador de Flooved. En marzo de 2019 le dieron la bienvenida a su primera hija, Beatrice Danger.

## Filmografía

### Películas
| Año  | Título                                  | Papel            | Notas        |
| ---- | --------------------------------------- | ---------------- | ------------ |
| 2005 | Little Manhattan                        | Cowgirl de la TV |              |
| 2006 | The Big Bad Swim                        | Jordan Gallager  |              |
| 2007 | Teeth                                   | Dawn             |              |
| 2007 | Goodbye Baby                            | Denise           |              |
| 2009 | Peter and Vandy                         | Vandy            |              |
| 2009 | Alexander the Last                      | Alex             |              |
| 2009 | Welcome to Academia                     | Sophie           |              |
| 2009 | Today's Special                         | Carrie           |              |
| 2009 | As Good as Dead                         | Amy              |              |
| 2010 | A Woman                                 | Julie            |              |
| 2010 | Audrey the Trainwreck                   | Tammy            |              |
| 2010 | Yes                                     | Mujer            | Cortometraje |
| 2011 | The Lie                                 | Clover           |              |
| 2011 | The Man Who Never Cried                 | Ginny            | Cortometraje |
| 2011 | Periphery                               | Madison          |              |
| 2012 | Somebody Up There Likes Me              | Lyla             |              |
| 2012 | Free Samples                            | Jillian          |              |
| 2012 | Best Man Down                           | Kristin          |              |
| 2012 | The Normals                             | Gretchen         |              |
| 2013 | The Disappearance of Eleanor Rigby: Her | Katy Rigby       |              |
| 2013 | The Face of Love                        | Summer           |              |
| 2014 | Listen Up Philip                        | Holly Kane       |              |
| 2014 | The Disappearance of Eleanor Rigby      | Katy Rigby       |              |
| 2014 | Apartment Troubles                      | Nicole           |              |
| 2015 | Lamb                                    | Linny            |              |
| 2016 | Money                                   | Sylvia           |              |
| 2019 | It: Chapter Two                         | Audra Phillips   | Cameo        |

### Televisión
| Año     | Título                       | Papel           | Notas                              |
| ------- | ---------------------------- | --------------- | ---------------------------------- |
| 2003    | Guiding Light                | Caroline Boyle  | 1 episodio                         |
| 2003    | Hack                         | Martha Skulnick | Episodio: "Blind Faith"            |
| 2004    | Everwood                     | Nikki           | Episodio: "Do or Die"              |
| 2005    | Law & Order: Criminal Intent | Amy Buckley     | Episodio: "In the Wee Small Hours" |
| 2009    | Law & Order: Criminal Intent | Laura Verde     | Episodio: "The Glory That Was..."  |
| 2010    | Medium                       | Mandy Sutton    | Episodio: "An Everlasting Love"    |
| 2010    | Law & Order                  | Carrie Newton   | Episodio: "Brilliant Disguise"     |
| 2013-14 | The Good Wife                | Robyn Burdine   | Papel recurrente (19 episodios)    |